# Фюрер, Григорий Александрович
Григорий Александрович Фюрер (1886, Одесса — 1962, Кишинёв) — русский и молдавский художник и график.

## Биография
Два года обучался в Киевской школе изящных искусств. В 1906—1908 годах работал в Харькове, занимался настенными росписями и работал карикатуристом в газетах «Утро» и «Южный край». В 1911—1912 годах — в Москве, работал в мастерской Харламова, сотрудничал с газетами «Жизнь», «Охотничий вестник» и «Театральная газета».
С 1913 года жил в Кишинёве. В 1920—1940 годах работал диспетчером на кишинёвской электростанции и одновременно принимал участие в выставках обоих бессарабских Обществ изящных искусств (1915, 1927, 1928, 1930, 1933), а также в официальных салонах в Бухаресте (1928—1931). В это время создал серию офортов с видами старого Кишинёва, отличавшимися «экспрессией, верным отражением стилистических особенностей архитектуры и колорита времени».
Член Бессарабского общества изящных искусств (1922—1939). В своем творчестве был продолжателем традиций русских передвижников, наиболее ярко проявив себя в жанре портрета.
В послевоенные годы был одним из руководителей кишинёвской школы изящных искусств.